# Giacomo Leone
Giacomo Leone (Francavilla Fontana, 10 aprile 1971) è un ex maratoneta italiano, vincitore nel 1996 della maratona di New York in 2h09'54".

## Biografia
È stato l'ultimo europeo a vincere la maratona di New York prima dell'inizio di un lungo periodo dominato da atleti africani. Leone ha tagliato il traguardo da vincitore dopo le imprese riuscite a Orlando Pizzolato nel 1984 e 1985 e Gianni Poli nel 1986. Leone detiene il record di italiano più veloce alla maratona di New York e anche a quella di Ōtsu.
Già da diciottenne si cimenta in gare di 20–21 km su strada. Nel 1989 vince la medaglia di bronzo agli Europei juniores di corsa su strada (20 km) e l'anno successivo arriva quinto ai Mondiali juniores della stessa specialità. A soli 20 anni decide di debuttare nella maratona alle Universiadi di Sheffield. Decide di accostarsi alla distanza in modo abbastanza prudente e chiude quindicesimo in 2:27:31. Da lì parte una lunga serie di maratone in cui Giacomo si dimostra uno dei migliori maratoneti italiani (e non solo) di sempre. Vince la Maratona di New York nel 1996, diventa il secondo maratoneta italiano di tutti i tempi dal punto di vista cronometrico con 2:07:52 e nello stesso anno è nono ai mondiali di mezza maratona vincendo il titolo a squadre. Giunge quinto alle olimpiadi di Sydney 2000, per sette volte è sotto il grande muro delle 2:10:00.
È stato allenato sin da ragazzo e sino al 1998 da Piero Incalza, poi dal 1998 al 2003 da Massimo Magnani e ora di nuovo da Piero Incalza.
Successivamente intraprende la carriera di dirigente federale, ricoprendo per 8 anni la carica di consigliere nazionale Fidal.
Dal 2016 al 2024 ha ricoperto la carica di presidente del Comitato Regionale Fidal Puglia.

## Risultati
Queste sono tutte le maratone corse da Giacomo Leone:
| Anno | Competizione          | Città     | Risultato    |
| ---- | --------------------- | --------- | ------------ |
| 1991 | Universiadi           | Sheffield | 2:27:31 (15) |
| 1992 | Maratona di Carpi     | Carpi     | 2:14:49 (7)  |
| 1993 | Universiadi           | Buffalo   | ritirato     |
| 1995 | Maratona di Venezia   | Venezia   | 2:09:34 (2)  |
| 1996 | Maratona di New York  | New York  | 2:09:57 (1)  |
| 1996 | Maratona di Rotterdam | Rotterdam | 2:09:04 (7)  |
| 1997 | Campionati del mondo  | Atene     | 2:17:11 (7)  |
| 1998 | Maratona di Tokyo     | Tokyo     | 2:09:46 (4)  |
| 1998 | Campionati europei    | Budapest  | ritirato     |
| 1999 | Maratona di Londra    | Londra    | 2:10:03 (6)  |
| 1999 | Maratona di New York  | New York  | 2:09:36 (4)  |
| 2000 | Maratona di Roma      | Roma      | 2:08:40 (2)  |
| 2000 | Olimpiadi             | Sydney    | 2:12:14 (5)  |
| 2001 | Maratona di Otsu      | Ōtsu      | 2:07:52 (2)  |
| 2001 | Campionati del mondo  | Edmonton  | 2:17:54 (11) |
| 2002 | Maratona di Seul      | Seul      | 2:14:20 (4)  |
| 2002 | Maratona di Padova    | Padova    | 2:11:23 (3)  |
| 2002 | Maratona di Milano    | Milano    | ritirato     |
| 2003 | Maratona di Boston    | Boston    | ritirato     |
| 2005 | Maratona di Firenze   | Firenze   | 2:18:04 (4)  |
| 2006 | Maratona di Padova    | Padova    | 2:13:00 (3)  |
| 2008 | Campionati europei    | Göteborg  | ritirato     |
| 2007 | Maratona di Trieste   | Trieste   | ritirato     |
| 2007 | Maratona di Venezia   | Venezia   | ritirato     |
| 2008 | Maratona di Parabita  | Parabita  | 2:17:04 (1)  |